# Henrique Gomide

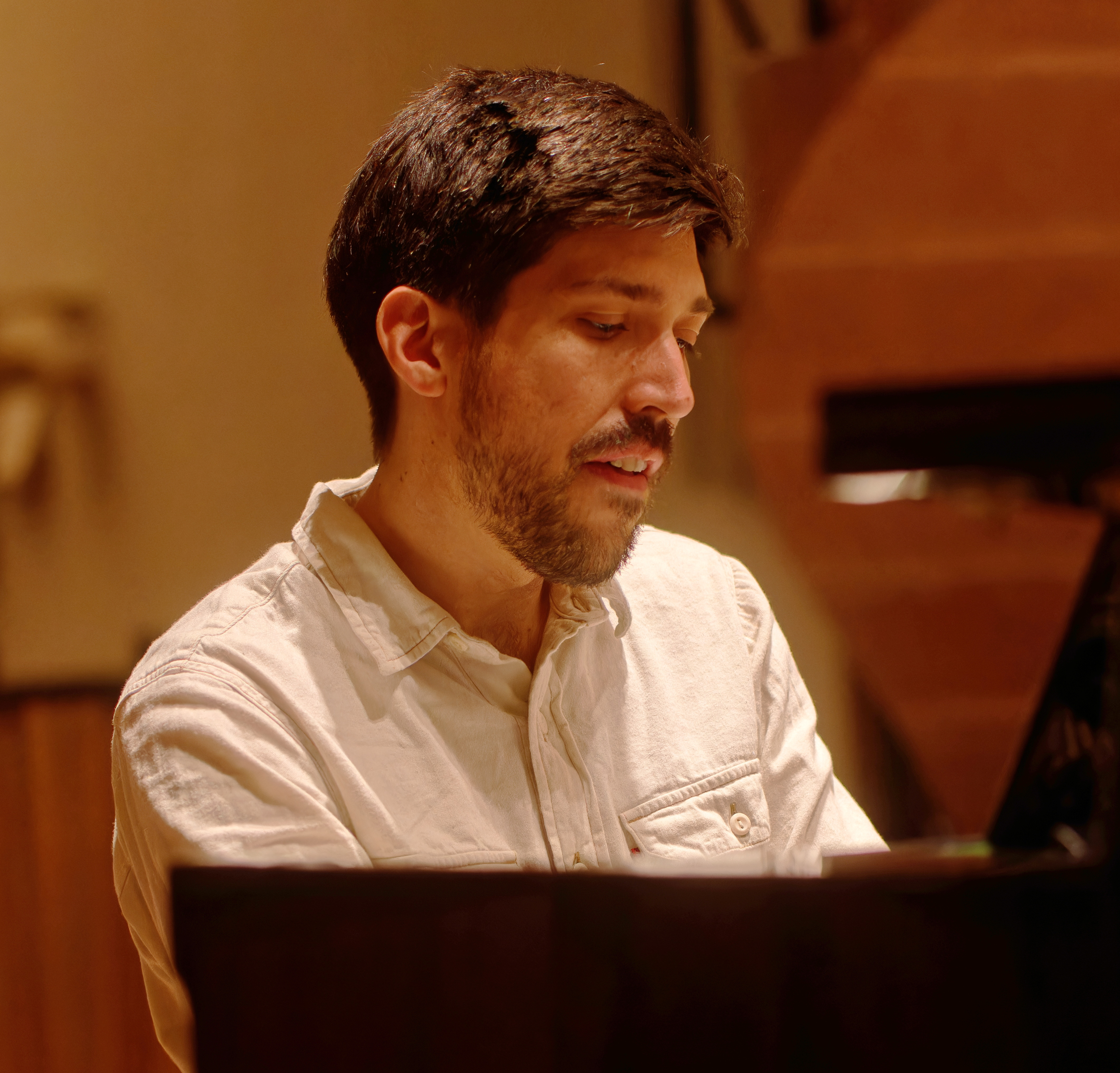
Henrique Gomide mit "Juliana da Silva e Amigos do Brasil" in der Stadtkirche Darmstadt 19. März 2023

Henrique Gomide (* 1988 in São Paulo) ist ein brasilianischer Pianist, Arrangeur und Komponist. Er ist in der klassischen Musik ebenso wie im Jazz und in der Música Popular Brasileira hervorgetreten.

## Wirken
Gomide schloss ein klassisches Klavierstudium an der Universidade Livre de Música und der Universität São Paulo ab, um dann bis 2014 mit einem Stipendium Jazzpiano am Koninklijk Conservatorium Den Haag zu studieren. Dort schrieb er eine Abschlussarbeit über den brasilianischen Komponisten und Saiteninstrumentenvirtuosen Aníbal Augusto Sardinha (1915–1955, der als Garoto bekannter ist). Einen weiteren Masterstudiengang in Jazz-Komposition absolvierte er 2018 an der Hochschule für Musik und Tanz Köln mit Schwerpunkt auf Bigband-Arrangement. Er wurde bei Geri Allen, Juraj Stanik, Michele Rosewoman, Oscar Perez, Hermes Jacchieri, José Eduardo Martins, Paulo Álvares und David Witten ausgebildet.
Im seit 2013 bestehenden Duo Oltheten Gomide mit der Geigerin Daphne Oltheten hat Gomide Werke von Mozart, Beethoven, Schubert, Brahms und neueren brasilianischen Komponisten wie Almeida Prado bei Konzerten vorgestellt und auf zwei CDs veröffentlicht. In seinem ChoroTrio, das auf zeitgenössische Interpretationen von Choros spezialisiert ist, ist er sowohl am Piano als auch am Akkordeon aktiv. Sein Klaviertrio Caixa Cubo spielt brasilianische Musik und Jazz; es hat mehrere Tonträger veröffentlicht, deren Musik es 2018 auch bei Jazz à Vienne präsentierte. Seine Henrique Gomide Big Band spielt Modern Jazz, der rhythmisch die Musik des Candomblé aufnimmt.
Mit dem stilistisch offeneren Nau Trio, das Gomide mit dem Bassisten Jean Cammas und dem Schlagzeuger Antoine Duijkers gründete, hat er 2019 die Hildener Jazztage eröffnet; 2020 erschien dessen Album In the Ocean bei Tratore.  Als Pianist ist er auch Mitglied des Ayça Miraç Quartett (Lazjazz, Jazzhaus Records) und von Juliana da Silva e Amigos do Brasil, die in ganz Deutschland auftreten. Weiterhin spielte er mit Musikern wie Bart van Lier, Tony Lakatos, Nailor Proveta, Teco Cardoso, Vinicius Dorin, Paulo Bellinati, Toninho Carrasqueira, Mônica Salmaso, Celio Barros, Marku Ribas, Gabi Guedes, John Ruocco und Andrea di Biase. Er ist auch auf Alben von Xênia França und Lourenço Rebetez zu hören.
Als Arrangeur war Gomide auch für das Subway Jazz Orchestra, die Banda Urbana (São Paulo), die Big Band des Koninklijk  Conservatorium Den Haag und die Big Band der Hochschule für Musik und Tanz Köln tätig.

## Diskographische Hinweise
- Caixa Cubo Trio Misturada (Pau Brasil 2014, mit Noa Stroeter, João Fideles)
- Caixa Cubo Trio Enigma: A Música de Garoto (Pau Brasil 2018, mit Noa Stroeter, João Fideles)
- Oltheten/Gomide Diálogo (A Casa 2019)
- Nau Trio In the Ocean (Tratore 2020)
- Caixa Cubo Trio Angela (Heavenly Recordings 2021, mit Noa Stroeter, João Fideles)